# Anne Seymour
Anne Seymour (* 11. September 1909 in New York City; † 8. Dezember 1988 in Los Angeles) war eine US-amerikanische Schauspielerin, aus der Schauspielerfamilie Davenport.

## Leben
Anne Seymour entstammte einer alten Theaterfamilie, deren Theaterwurzeln bis ins frühe 18. Jahrhundert nach Irland reichen. Ihre Mutter war die Theaterschauspielerin May Davenport Seymour (1883–1967). Ihr Großonkel Harry Davenport war ein bekannter Film- und Theaterschauspieler, ihre Großtante Fanny Davenport ein Bühnenstar des späten 19. Jahrhunderts. Anne Seymours älteren Brüder waren ebenfalls im Film- und Theatergeschäft: James Seymour als Drehbuchautor und John Seymour als Schauspieler.
Anne Seymour erhielt ihre Schauspielausbildung bei Richard Boleslawski und Maria Ouspenskaya und hatte ihr Theaterdebüt 1928. Sie war populär als Hauptdarstellerin zahlreicher Radiohörspielserien. Seymour soll in insgesamt mehr als 5.000 Radioprogrammen aufgetreten sein, bei denen sie mitunter auch als Regisseurin und Autorin fungierte. In den 1930er Jahren war sie neben der Radioarbeit als Theaterschauspielerin am Broadway tätig.
Zum Film kam sie erst mit 40 Jahren: 1949 gab sie ihr Leinwanddebüt in dem Oscar-prämierten Filmdrama Der Mann, der herrschen wollte, in dem sie die Rolle der vernachlässigten Politikergattin Lucy Stark verkörperte. Sie war mit Beginn der 1950er Jahre in zahlreichen Fernsehfilmen und -serien zu sehen, wobei sie teilweise Hauptrollen, aber auch viele Gastauftritte in unterschiedlichen Serien übernahm. Während sie im Radio auch Hauptrollen spielte, war sie in Hollywood vor allem für charakterstarke oder komisch angelegte Nebenfiguren gefragt. Insgesamt umfasst ihr filmisches Schaffen zwischen 1949 und ihrem Tod mehr als 140 Film- und Fernsehproduktionen.
Ihre letzte kleine Filmrolle spielte sie in Feld der Träume mit Kevin Costner, sie starb noch vor der Premiere des Films im Alter von 79 Jahren an Lungenversagen. Anne Seymour war unverheiratet und blieb kinderlos. Sie war die Patentante des Sohnes von Vincent Price. Seymour wurde auf dem Westwood Village Memorial Park Cemetery beigesetzt.

## Filmografie (Auswahl)
- 1949: Der Mann, der herrschen wollte (All the King’s Men)
- 1951–1956: Robert Montgomery Presents (Fernsehserie, 16 Folgen)
- 1952–1953: Martin Kane, Private Eye (Fernsehserie, 40 Folgen)
- 1953: Follow Your Heart (Fernsehserie, 111 Folgen)
- 1955/1956: The Honeymooners (Fernsehserie, zwei Folgen)
- 1957: Am Rande der Straße (Four Boys and a Gun)
- 1957: Die große Schuld (Man on Fire)
- 1958: Geschenk der Liebe (The Gift of Love)
- 1958: Begierde unter Ulmen (Desire Under the Elms)
- 1959: Peter Gunn (Fernsehserie, eine Folge)
- 1959–1970: Rauchende Colts (Gunsmoke, Fernsehserie, vier Folgen)
- 1960: Das Erbe des Blutes (Home from the Hill)
- 1960: Alle lieben Pollyanna (Pollyanna)
- 1960: Früchte einer Leidenschaft (All the Fine Young Cannibals)
- 1960: Die Kellerratten (The Subterraneans)
- 1961: Meine drei Söhne (My Three Sons, Fernsehserie, eine Folge)
- 1961: Misty, das Pony von der Insel (Misty)
- 1961/1964: Preston & Preston (The Defenders, Fernsehserie, zwei Folgen)
- 1962/1963: Empire (Fernsehserie, 27 Folgen)
- 1963–1964: Perry Mason (Fernsehserie, zwei Folgen)
- 1964: Postkutsche nach Thunder Rock (Stage to Thunder Rock)
- 1964: Leih mir deinen Mann (Good Neighbor Sam)
- 1964: Wohin die Liebe führt (Where Love Has Gone)
- 1965: Die 27. Etage (Mirage)
- 1965: Dr. Kildare (Fernsehserie, drei Folgen)
- 1966: New York Expreß (Blindfold)
- 1966: Wyoming-Bravados (Waco)
- 1966/1970: Verliebt in eine Hexe (Bewitched, Fernsehserie, zwei Folgen)
- 1967: Wie man Erfolg hat, ohne sich besonders anzustrengen (How to Succeed in Business Without Really Trying)
- 1967: Die Lady und ihre Gauner (Fitzwilly)
- 1969: Missgeschick und Eheglück (How to Commit Marriage)
- 1970: Lucky Linda (Fernsehserie, zwölf Folgen)
- 1971/1972: Owen Marshall – Strafverteidiger (Owen Marshall, Fernsehserie, zwei Folgen)
- 1972: Bonanza (Fernsehserie, eine Folge)
- 1972–1974: Der Chef (Ironside, Fernsehserie, drei Folgen)
- 1974/1976: Notruf California (Emergency!, Fernsehserie, zwei Folgen)
- 1975: Kung Fu (Fernsehserie, eine Folge)
- 1975: Gemini Affair (Gemini Affair – A Diary)
- 1975: Ins Herz des wilden Westens (Hearts of the West)
- 1980: Das Spukhaus am Kensington Park (Never, Never Land)
- 1980: Ein Engel auf meiner Schulter (Angel on My Shoulder, Fernsehfilm)
- 1981/1982: Mr. Merlin (Fernsehserie, zwei Folgen)
- 1982: Cagney & Lacey (Fernsehserie, eine Folge)
- 1983: Triumph des Mannes, den sie Pferd nannten (The Triumphs of a Man Called Horse)
- 1984: Trancers
- 1985: Familienbande (Family Ties, Fernsehserie, eine Folge)
- 1985: Chiller – Kalt wie Eis (Wes Craven’s Chiller, Fernsehfilm)
- 1986: Remington Steele (Fernsehserie, eine Folge)
- 1988: Manege frei für Pee Wee (Big Top Pee-wee)
- 1989: Feld der Träume (Field of Dreams)